# André Richard (comédien)
Pour les articles homonymes, voir André Richard et Richard.
André Richard, né à Montréal le 8 juin 1937 et mort dans la même ville le 21 avril 2022, est un comédien et auteur de théâtre québécois.

## Biographie
Il est l'auteur de chansons et pièces de théâtre. Dans les années 1970, Richard a créé à la télévision québécoise le personnage de Fan-Fan Dédé pour le réseau TVA CFTM-TV canal 10. Il y chante, reçoit des enfants, dialogue avec eux, et anime une marionnette, Fin-Fin. « Un jour, j’ai mis mes jeans et une casquette, ce fut mon costume ». Cette émission pour enfants a eu un bon accueil et est resté à l'antenne de Télé Métropole de 1975 à 1982,,.
Comédien au cinéma et à la télévision, c'est aussi un acteur de théâtre dans les années 2000 et 2010,.

## Filmographie
- 1995 : Le Sphinx : Pélo
- 2000 : Méchant party : policier
- 2003 : 100% bio
- 2004 : Elvis Gratton XXX : La Vengeance d'Elvis Wong : un peintre

### Télévision
- 1966-1977 : Rue des pignons : Gervais
- 1971-1974 : Maigrichon et Gras double : Fresnard
- 1975-1982 : Fanfan Dédé : Fanfan Dédé
- 1976-1979 : École du Music-Hall
- 1994 : Les grands procès (épisode L'Affaire Beaudry) : détective Gauthier
- 2000 : Chartrand et Simonne : Mgr Chaumont
- 2001 : Fortier : Gilles Lefebvre
- 2004 : Temps dur
- 2006 : 3X Rien (saison 4 épisode 17 : Le Grand Saut) : Roland
- 2011 : 19-2 (saison 1 épisode 3) : Fernand, buveux de bière au dépanneur
- 2011 : La Reine rouge : patron
- 2015 : Les Jeunes Loups : Marcel Claudel

## Théâtre
- Charbonneau et le Chef
- Les leçons d'amours
- 2008 : Eclyps
- 2011 : Conte urbain'
- Le Quadrille
- Le grand bonheur
- 2013 : Des souris et des hommes
- Hier j'ai marché 15 jours
- Secret de famille

## Discographie
- 1976 : Fanfan Dédé, Volume I
- 1977 : Fanfan Dédé, Vol. 2
- 1977 : Il Était Une Fois Noël...
- 1981 : Salut Mon Chum!
- 1998 : Fanfan Dédé (CD, compilation)
- 2002 : Artistes variés - Le Lait Volume 2. Bon matin (André Richard) (CD, compilation)

## Source
Sources : Le Nouvelliste